# Ludwik Coccapani
Ludwik Coccapani ur. 23 czerwca 1849 w Calcinaia; zm. 14 listopada 1931 tamże) – włoski Sługa Boży Kościoła katolickiego.

## Życiorys
Urodził się bardzo religijnej rodzinie. Pracował jako nauczyciel, a także wstąpił do trzeciego zakonu św. Franciszka. Szczególnie opiekował się dziećmi i więźniami. Zmarł mając 82 lata w opinii świętości. W 1949 roku rozpoczął się jego proces beatyfikacyjny.